# Steatoda rubrocalceolata
Steatoda rubrocalceolata är en spindelart som först beskrevs av Simon 1907.  Steatoda rubrocalceolata ingår i släktet vaxspindlar, och familjen klotspindlar.
Artens utbredningsområde är Bioko. Inga underarter finns listade i Catalogue of Life.